# Ivan Leko
Ivan Leko (Split, 7 de febrer de 1978) és un futbolista croat, que ocupa la posició de migcampista.

## Trajectòria
Comença a destacar a l'Hajduk Split, on milita cinc temporades. El gener del 2001 marxa al Màlaga CF de la lliga espanyola, on es converteix en un jugador important de la primera meitat de la dècada. Després d'un breu retorn a l'Hajduk, el 2005 recala al Club Brugge de la lliga belga.
Al Brugge marca 21 gols en 98 partits. Al mercat d'hivern de la temporada 08/09 fitxa per un altre equip del país, el Germinal Beerschot.

## Selecció
Leko ha estat internacional amb Croàcia en 13 ocasions. Va formar part del combinat del seu país que va participar en el Mundial d'Alemanya 2006.